# Lelek (województwo warmińsko-mazurskie)
Lelek (dawniej Lekowizna, od 1822 Julienthal) – osada w Polsce położona w województwie warmińsko-mazurskim, w powiecie mrągowskim, w gminie Mikołajki. W latach 1975–1998 miejscowość administracyjnie należała do województwa suwalskiego.
Lelek powstał jako osada na 2 włókach, należąca do folwarku Ławki koło Rynu, którą z powodu odległości elektor Jerzy Wilhelm w 1638 r. sprzedał Jerzemu Woźnickiemu. Około 1900 r. był to dwór na 16 włókach.
Po 1945 był to PGR. W 1973 r. jako SHR osada należała do sołectwa Woźnice.

## Rejestr zabytków
Park:nr rej.: 594 z 31.03.1987

## Park
Park dworski.